# Asura ocnerioides
Asura ocnerioides là một loài bướm đêm thuộc phân họ Arctiinae, họ Erebidae.